# C-серія Nokia
C-серія Nokia — це серія бюджетних мобільних телефонів та смартфонів від Nokia Corporation. Перша модель цієї серії, Nokia C5, з'явилася 2010 року.

## Nokia C1
Однокарткову:
- C1-01 — моноблок
- C1-02 — моноблок

Моделі Nokia C1-01 і Nokia C1-02 були анонсовані 2010 року, на ринок Росії надійшли 2011 року.
Dual-SIM:
- C1-00 — моноблок

## Nokia C2
Однокарткову:
- C2-01 — моноблок
- C2-05 — слайдер, сенсорний з клавіатурою

Dual-SIM:
- C2-00 — моноблок
- C2-03 — слайдер, сенсорний з клавіатурою
- C2-06 — слайдер, сенсорний з клавіатурою

## Nokia C3
- Nokia C3-00 — QWERTY-клавіатура
- Nokia C3-01 — сенсорний з клавіатурою

## Nokia C5
- Nokia C5-00 — клавіатура, OC Symbian 9.3
- Nokia C5-03 — сенсорний, OC Symbian 9.4
- Nokia C5-06 — сенсорний, OC Symbian 9.4

## Nokia C6
- Nokia C6-00 — QWERTY-клавіатура (висувається), OC Symbian 9.4
- Nokia C6-01 — OC Symbian^ 3

## Nokia C7
- Nokia C7-00 — сенсорний, OC Symbian^ 3. Презентація Nokia C7-00 пройшла в Лондоні 14 вересня 2010. Це перша модель серії C з екраном на органічних світлодіодах.